# 石橋のある風景
『石橋のある風景』（いしばしのあるふうけい、蘭: Landschap met stenen brug、英: Landscape with a Stone Bridge）あるいは『石橋』（いしばし、英: The Stone Bridge）は、オランダ黄金時代の巨匠レンブラント・ファン・レインが1637年に制作した風景画である。油彩。レンブラントは、長い画業の中で数多くの風景をスケッチし、エッチングで制作したが、油彩画はわずかしかなく、本作はそのうちの1点である。イギリスの貴族であるランズダウン侯爵家が所有したことが知られている。1900年にレンブラント協会 (オランダの美術館が美術品を購入する際に資金援助する支援団体) の援助によりアムステルダム国立美術館に収蔵された。 

## 作品
レンブラントの数少ない風景画の大半は、背景に山のある空想の風景である。レンブラントはアムステルダム近郊で実際に見ていたであろう、橋など風景の様々な部分を組み合わせて現実には存在しない景色を作り上げている。光の描写は劇的かつ魔術的である。陽光が雲間から射し込み、近づいている嵐の緊迫感が表され、嵐をいっそう脅威的なものにしている。
レンブラントは画面左奥から正面に向かって流れる運河に架かる石橋を描いている。石橋はアーチ状であり、ゆるやかな曲線を描いている。橋の向こう側には1艘の小舟が浮かんでいる。また前景にも2人の人が乗った小舟があり、1人は竿を差して、舟を前に進めている。画面左端に赤い切妻のある宿屋があり、その前には人の乗った粗野な馬車が画面奥へと向かって進んでいる。画面中央中景には森が広がり、木々の間に藁葺きの農家が見える。道には左から右へ牛を導いている農民がいる。画面右端にも1頭の牛と馬がいる。他に数人の人物が橋の近くにいる。さらに画面右の遠景には教会の尖塔が小さく見える。空は暗いが、雲間から明るい陽光が差して、木立とその中の建物を照らしている。
レンブラントはほぼ完全に茶色と灰色で描いている。
制作年代は研究者によって異なっているが、1630年代後半に置いている点では一致している。年輪年代学的分析により、板絵に使用されたパネルは1637年に制作されたことが分かっている。

## 来歴
初期の来歴は不明である。本作品の確実な最初の所有者はパリの銀行家・美術コレクターのジャン＝ジョセフ＝ピエール＝オーギュスタン・ラペイリエールであり、1817年4月14日の競売で絵画を売却している。美術史家ジョン・スミスは当時の所有者をペリエ（Perrier）としているが、おそらくオーギュスタン・ラペイリエールのことである。このときロンドンの画商ウィリアム・ブキャナン（William Buchanan）は仲介人を通じて絵画を購入し、1824年までにエドワード・グレイ（Edward Gray）に売却した。その後、絵画を入手したのが第3代ランズダウン侯爵ヘンリー・ペティ＝フィッツモーリスであった。美術史家グスタフ・フリードリヒ・ワーゲンは1850年にランズダウン侯爵家のコレクションで本作品を見ている。その後、絵画はランズダウン侯爵家で相続されたが、1883年、第5代ランズダウン侯爵ヘンリー・チャールズ・キース・ペティ＝フィッツモーリスは絵画をドイツ出身の美術収集家ジェームズ・ライス（James Reiss, 1812年-1899年）に売却した。ジェームズ・ライスが1899年に死去すると、翌1900年5月12日に競売にかけられ、美術史家アブラハム・ブレディウスとレンブラント協会の援助を受けてアムステルダム国立美術館が購入した。なお、この競売目録では絵画は1863年にヴェルサイユのジェームズ・グレイ (James Gray) のコレクションにあったと記されており、ホフステーデ・デ・フロートはそのことを来歴に記録しているが、ワーゲンの記録により否定されている。

## ギャラリー

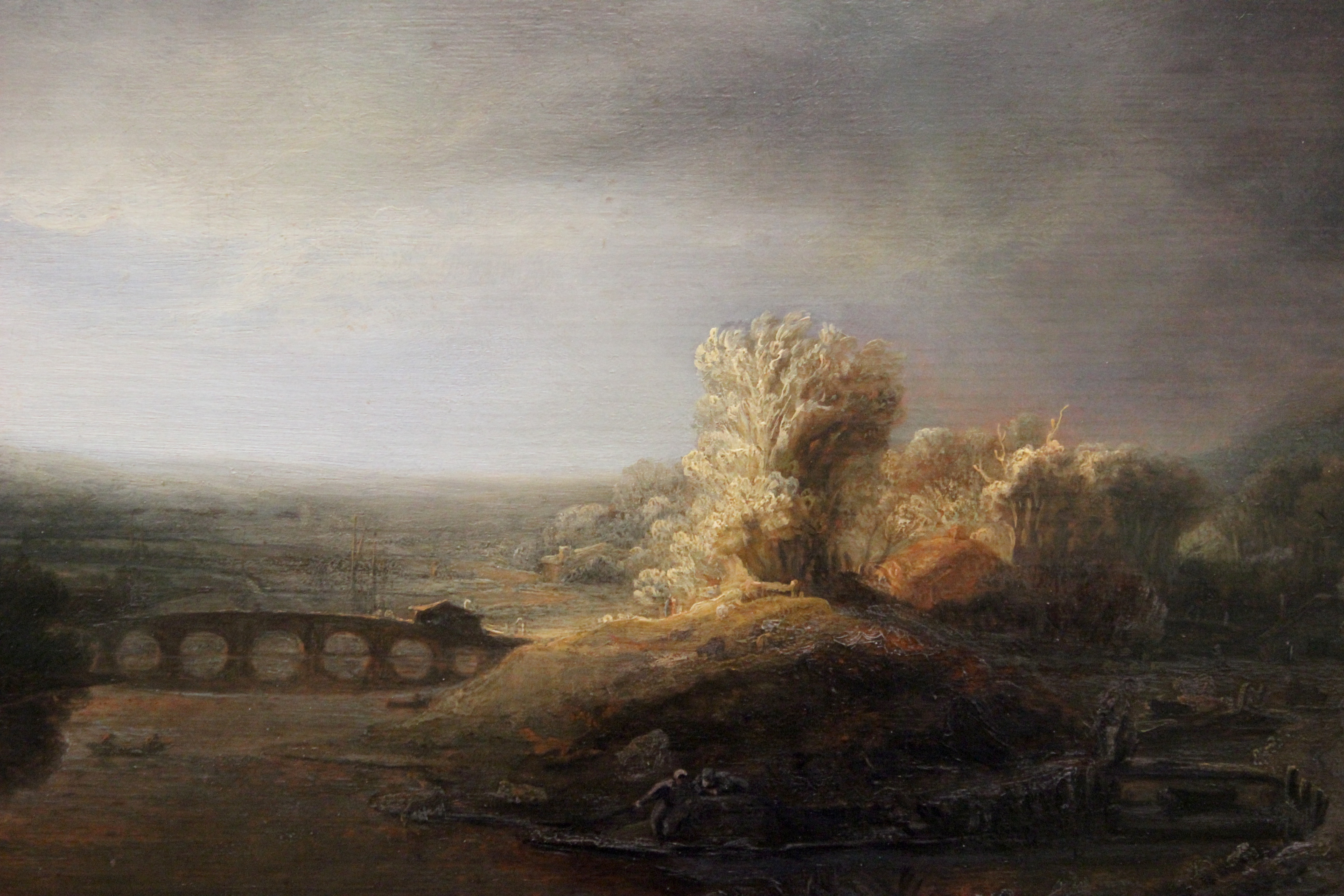
『アーチ型の橋のある風景』1637年頃 ベルリン絵画館所蔵
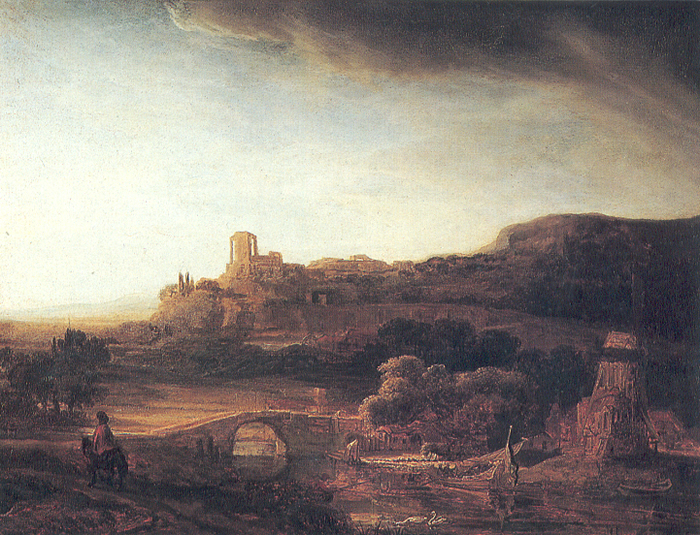
『遺跡と風車のある風景』1640年 カッセル・アルテ・マイスター絵画館（英語版）所蔵